# 聖敘爾比斯日規

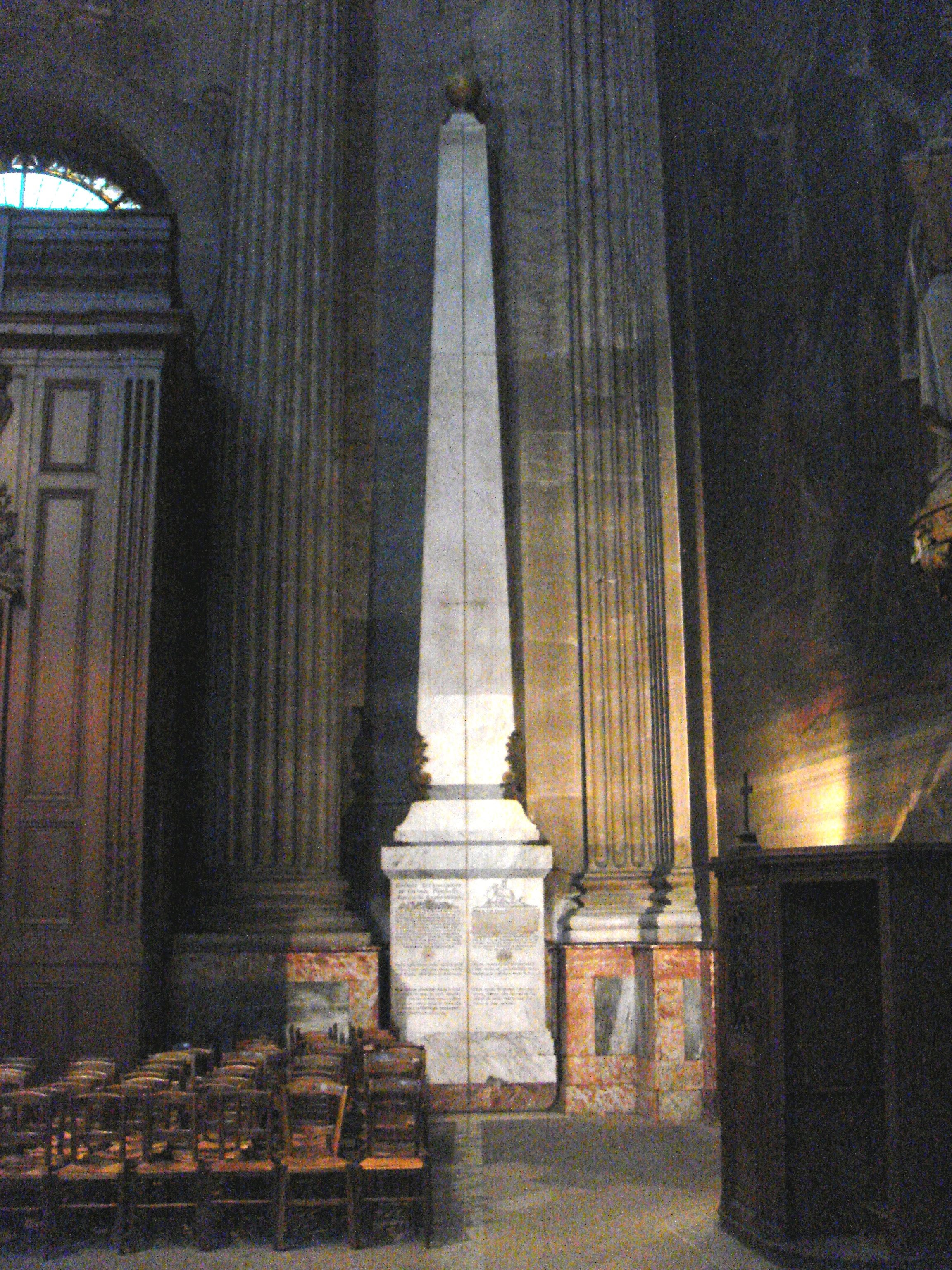
聖敘爾比斯教堂的日規被製作成方尖碑，是一條經線，也是穿過巴黎的一條子午線。

聖敘爾比斯日規是坐落在法國巴黎聖敘爾比斯教堂內的天文測量裝置。它的晷針被設計成在地面上投射出日影，用來測量太陽在天空中的位置。在近代的早期，法國和義大利的一些教堂為了更好的測量一些天文事件，在設計上都會安置日規和晷針。這些教堂包括在義大利佛羅倫斯的聖母百花聖殿、波隆那的聖白托略大殿和在羅馬的修道院。 但這些日規最終都因為望遠鏡的強大威力而被廢棄了功能。

## 構造

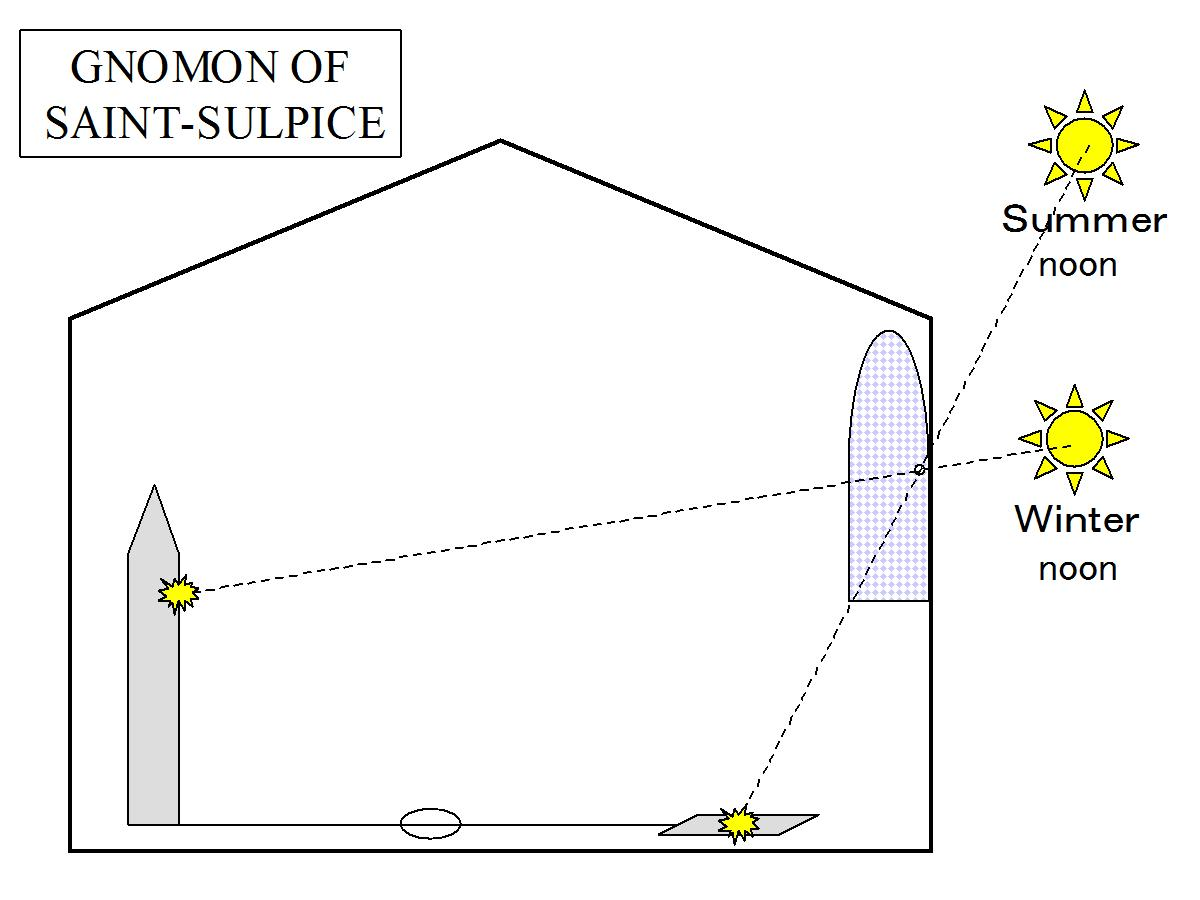
聖敘爾比斯的日規構造。

聖敘爾比斯的日規是教會大廳構成大跨度十字形耳堂的一部分。教堂本身是一棟巨大的建築物，是繼巴黎聖母院之後，第二大的教堂。
這個系統最初是在教堂地上的一條子午線，由鑲嵌在白色大理石內的黃銅線標示，是嚴謹地朝向南北方向的軸線。這並不是路易十四建立的巴黎子午線，那條線位於西方數百公尺，穿越過巴黎天文台 。

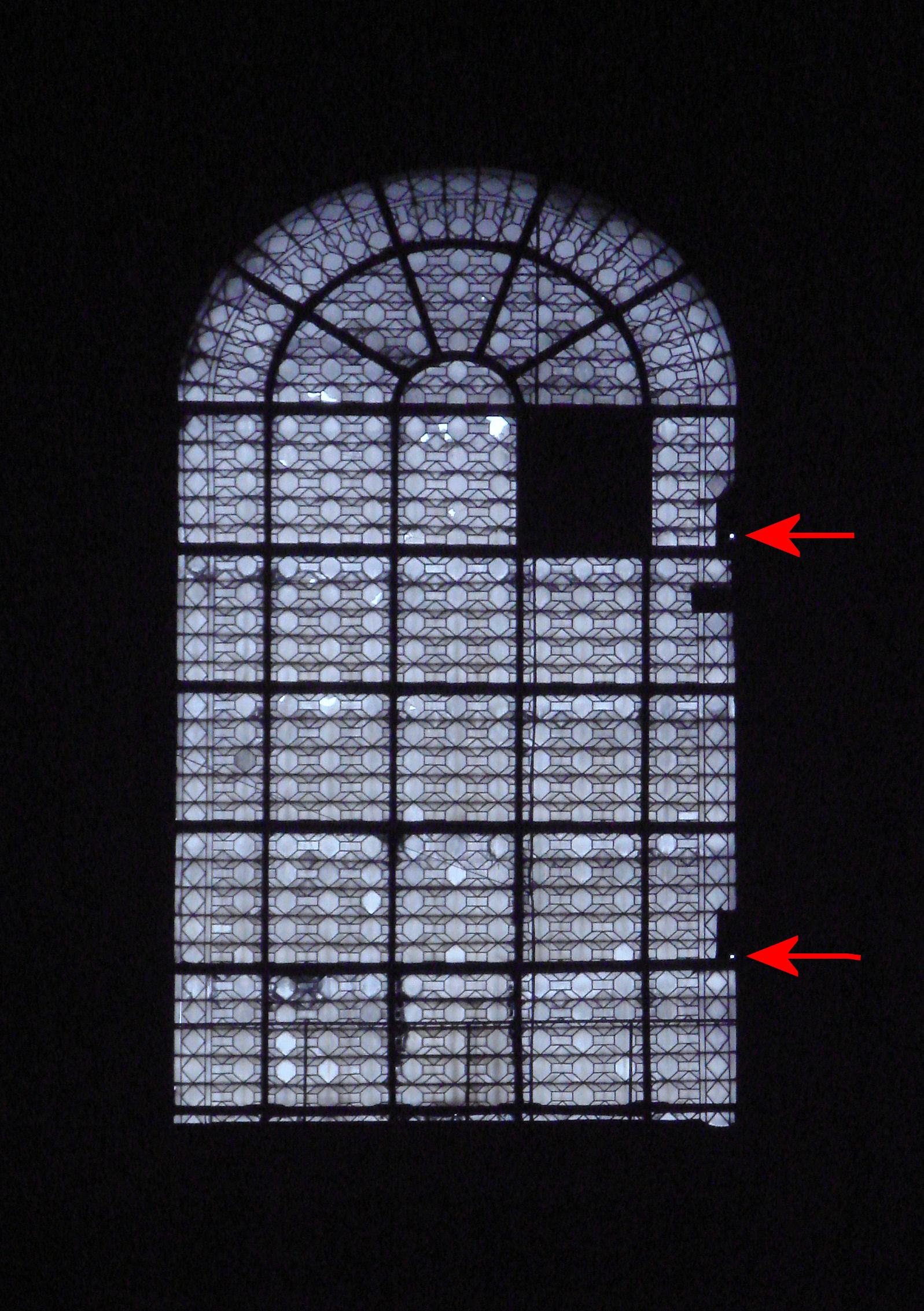
晷針是聖敘爾比斯教堂的一個玻璃窗孔洞。

陽光穿過十字形耳堂朝向南方的一個高度25公尺的彩繪玻璃窗口，形成一個小小的圓盤投射在地板上。這個光影在每天正午，太陽抵達最高點時會投射在子午線上。每一天，太陽跨過本初子午線的位置，取決於太陽於正午時在天空中的高度。在子午線上有一個被鑲上黃金的小點，這是太陽在分點時光影所在的位置；它的位置正在祭壇的前方。  
在子午線的一端有一個大理石的方框，這對應於太陽在 夏至（大約是每年的6月21日）時，在最高點的位置（在聖敘爾比斯教堂的太陽高度是64°35'）。
在另一端是方尖碑的造型，當陽光照到頂部的尖端時，是太陽在子午線上位置最低的日子（在聖敘爾比斯教堂的太陽高度是17°42'）。如果沒有這個方尖碑，太陽的光影將投射在教堂的牆壁上，距離地板約20公尺的高度上。

## 日規的使用法

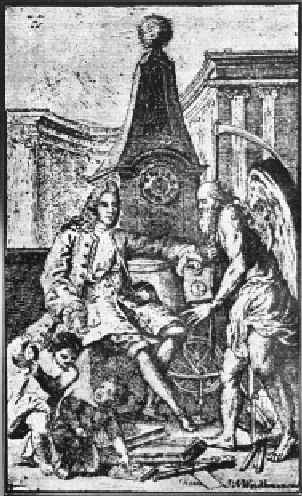
最初建造聖敘爾比斯日規的亨利·薩倫（1680年-1729年）。

最早倡議建造聖敘爾比斯日規的是Jean-Baptiste Languet de Gergy，聖敘爾比斯的本堂神父（從1714年任職至1748年）。他最初希望能建造出可以精確顯示時間的天文鐘，以便能在一天中最重要的時刻敲響鐘聲。因此，他委託英國鐘錶匠亨利·薩倫來製造這個日規。

當均時差在軸線上方時，日晷顯示的時間將比鐘錶顯示的時間快；而當在軸線下方時，日晷顯示的時間將比鐘錶顯示的時間慢。

日晷也已經可以通過正確定義的平時修正，來正確的顯示時鐘時間；平時（時鐘顯示的時間）只是真時（從太陽在天空中的視運動推導和顯示的時間，大約就是日晷顯示的時間）的平均值。真時與機械的平時在整年中相差的時間可以達到 ±16分鐘，這些變化被編纂成為均時差。然而，亨利·薩倫還來不急完成這個專案，只完成了教堂地板上的子午線，就在1728年過世了。這個專案後來由鄰近的巴黎天文台在一年後完成。

### 官方時間的計算
聖敘爾比斯子午線上的太陽光影給出的時間是當地正午的真時。為了得到法國的官方時間，下面的計算是必須的：
- 加上或減去均時差所給的時間偏差，
- 添加與巴黎平時的半秒鐘差異，
- 加上50分39秒，得到歐洲中部時間，.
- 在夏天，再添加一小時以顧及日光節約時間。

或者，更簡單的解決方案是查閱年曆所給的日出和日落時刻，計算時間的跨度，給出太陽對應中間，位於最高點的時刻。這樣得到太陽抵達最高點的官方時刻，也就是太陽的光影落在聖敘爾比斯子午線上的時間。

### 從春分點計算復活節

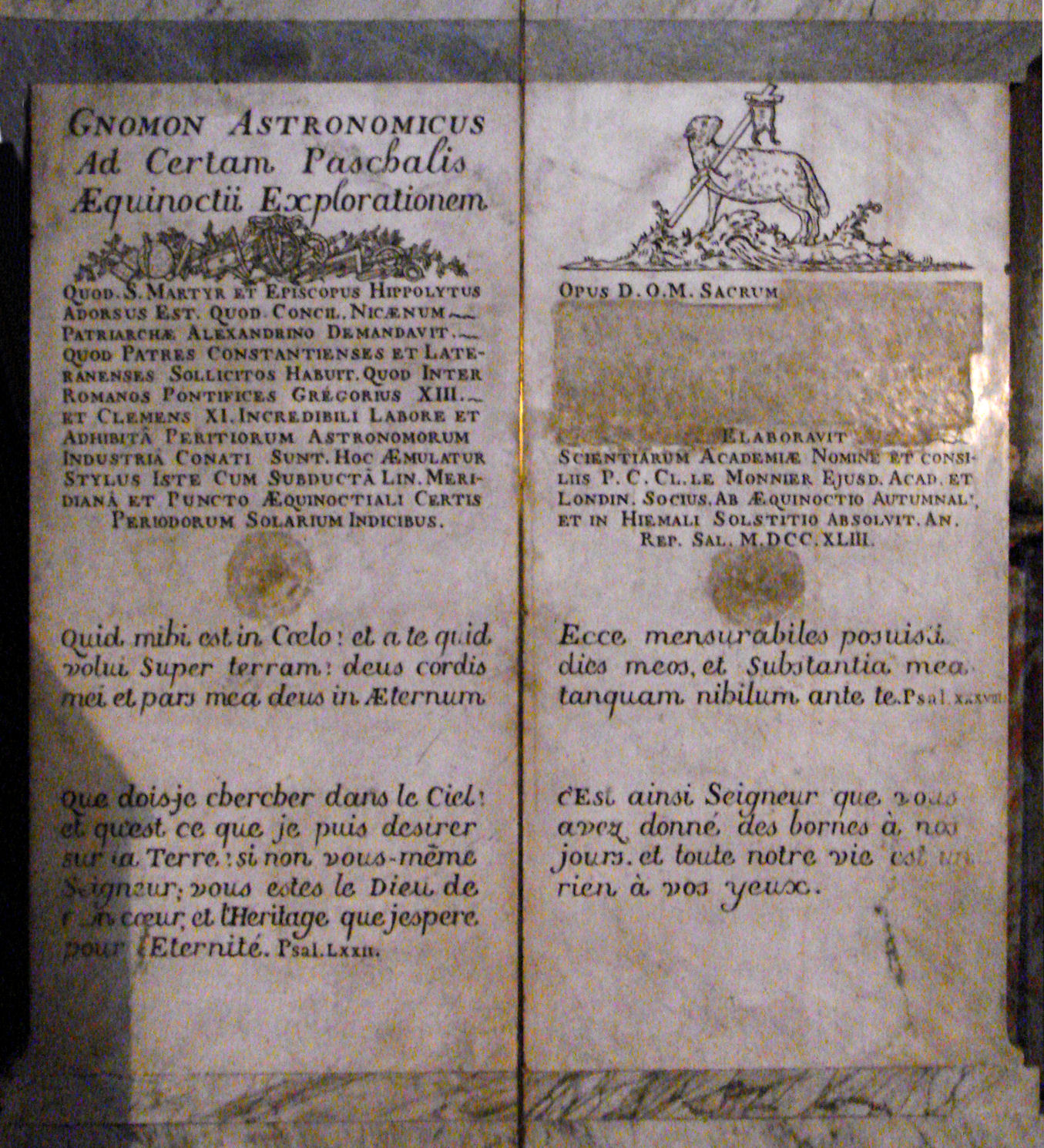
在方尖石碑的基部有法文和拉丁文的銘文。在法國大革命期間，提到國王和部長們的部分被刪除掉了。

在第一次的嘗試之後，Languet de Gergy在1742年恢復了這個專案，目的是正確的訂出春分和復活節。擔任這項任務的是法國科學院的成員，Pierre-Charles Le Monnier。

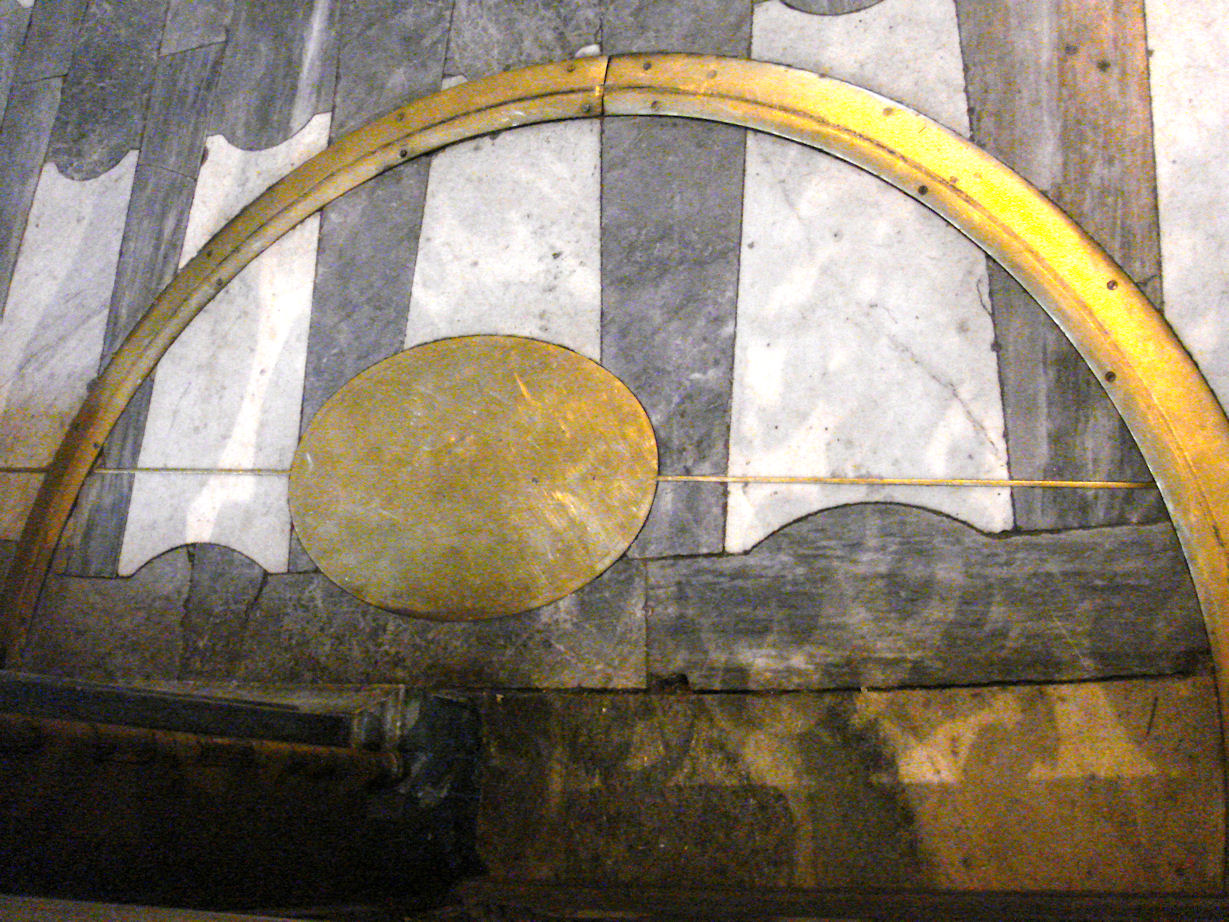
在中央的分點標誌。

在方尖石碑底部的銘文提到查理斯·克洛德·勒·蒙尼埃，以及拉丁文的日規任務："Ad Certam Paschalis AEquinoctii Explorationem"（"要確定春分點後的復活節"）。
復活節是源自猶太人的逾越節，這標示著來自埃及的猶太人得到自由。在傳統上，這個日子落在猶太陰曆尼散月的第14天，是在春分之後的第一個滿月之後。羅馬的基督徒已經改用12個月的日曆，首先是一直使用到1582年的儒略曆，然後是格勒哥里曆。自從西元325年的第一次尼西亞公會議，西方教會就要求將復活節的慶典定在3月21日之後的第一個滿月或是星期日，而在當時確實是定在春分後第一個滿月後的星期日。儒略曆因為不夠精確，在16世紀時，3月21日已經落後春分10天，採用格勒哥里曆修正了這個問題（東正教的基督教繼續採用儒略曆來推算復活節）。因此，Languet de Gergy希望通過日規的精確驗證春分點，以確定復活節的日期。

### 黃道傾角

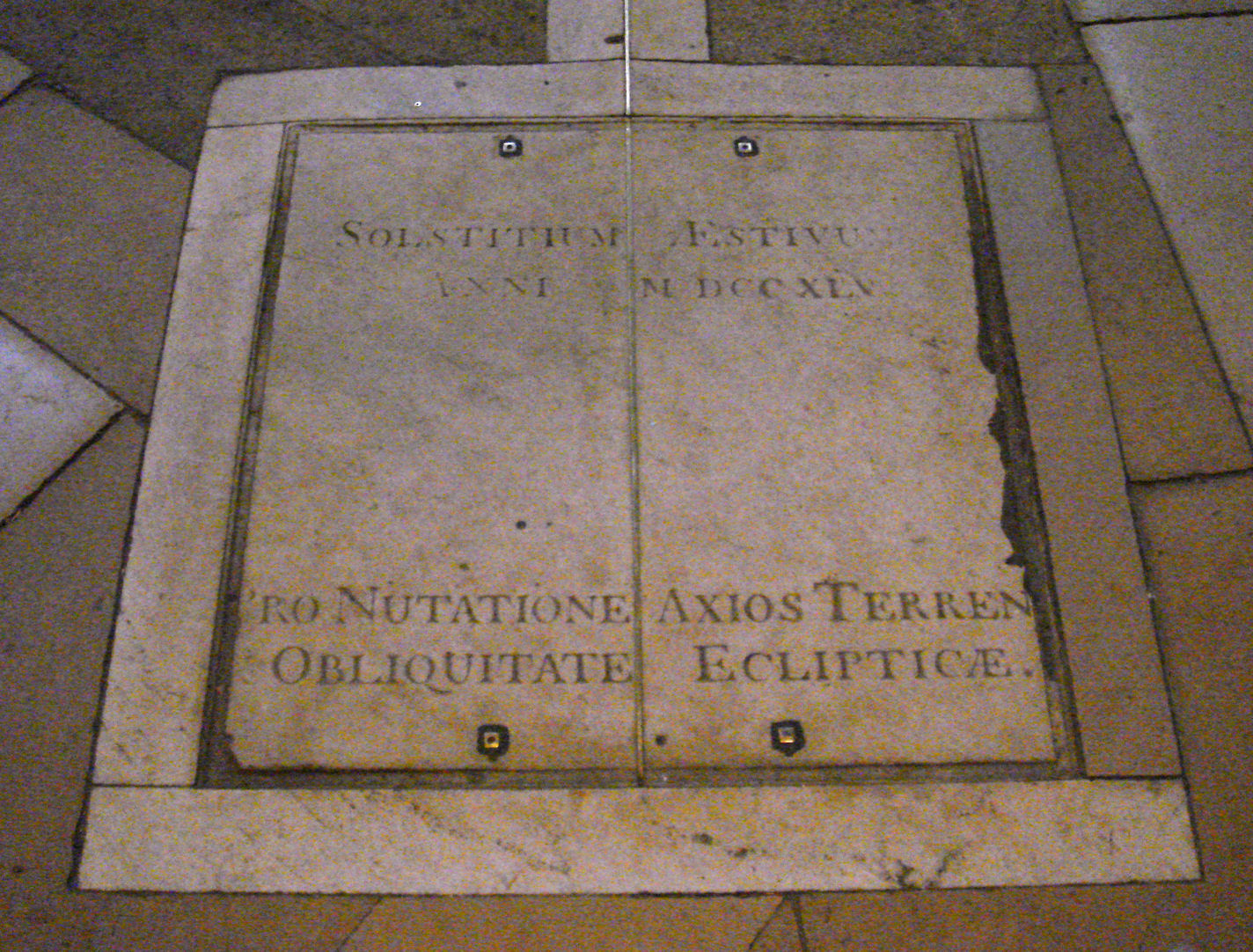
在子午線南端的一塊飾板，提到關於黃道傾角的工作。

勒·蒙尼埃從1744年開始，進一步使用日規建立黃道的變化，或說是地球自轉軸傾角的變化。這些努力記錄在子午線南端的飾板上，在南十字耳堂："Pro nutatione axios terren. obliquitate eclipticae"（"為了地球自轉軸的章動和黃道的傾角"）。
在覆蓋在石塊飾板上的一塊銅匾提到，在1744年的黃道傾角是23°28'40".69  。從1745年到1791年，勒·蒙尼埃在每個夏至都會拜訪聖敘爾比斯教堂，聚精會神的仔細觀察來自採繪玻璃窗口投射在地板上的清晰影像，並且記錄下影像在正午時的精確位置。從這些觀察，它計算出傾角每世紀改變45"（確切的數值是每個世紀46".85）。

### 近日點
日規還可以測量地球過近日點（地球以橢圓軌道繞行太陽，最接近太陽的距離）的日期，通過測量太陽在方尖碑上的影像大小，並且找出它最大的時刻。近日點發生於接近冬至的期間，因此當時的影像在正午時是在方尖碑的頂端，而不是在教堂的地板上。

## 闢謠

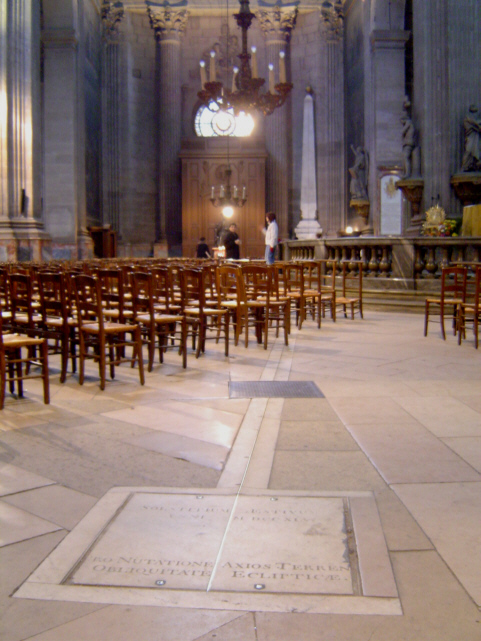
方尖碑（在後方的背景）、在地板上標示子午線的黃銅線和南端的飾板。

儘管這座教堂在1714年還是一無所有，絕不可能有異教徒的天文儀器，有些人對聖敘爾比斯日規賦予了神祕學的意義。達文西密碼的作者，丹·布朗在書中形容這是異教的天文儀器（……）遠古時代的日規，一旦站在這個異教徒廟宇的遺跡，就會有非常異樣的感覺。儘管方尖碑的製造日期是1743年，布朗也將它說成是埃及人的方尖碑。他也誤將聖敘爾比斯的子午線說成是巴黎子午線：在很久以前，格林威治尚未建立之時，本初子五線，也就是經度線的0度經線，就通過巴黎和聖敘爾比斯教堂。然而，巴黎子午線是相距數百公尺外的子午線，它們是不同的。
建造聖敘爾比斯教堂日規的時間，正當羅馬教會放鬆反對伽利略理論的立場之際。他的作品在教廷的同意下，被刊登出來。1757年，教皇也將伽利略的著作從禁書目錄中移除。

## 天使與殉教者聖母大殿
在羅馬的天使與殉教者聖母大殿也存在著類似的日規建築，以協助計算復活節的日期，是弗朗切斯科卞（Francesco Bianchini）受到教宗克勉十一世的委託設計，在1702年完成。

## 註解
1. ↑  A journey in Carniola, Italy, and France, in the years 1817, 1818 by William Archibald Cadell p.154  （页面存档备份，存于）
2. 1 2  The sun in the church: cathedrals as solar observatories J. L. Heilbron p.219  （页面存档备份，存于）
3. 1 2 3 4 5 6  Rougé, p.5-6
4. 1 2 3 4 5 6 7  Rougé, p.7-12
5. 1 2 3 4 5 6 7 8 9 10 11  Rougé, p.10-14
6. 1 2 3 4  The real history behind the Da Vinci code Sharan Newman p.267
7. 1 2 3 4  Rougé, p.15-19
8. ↑  Wayne Orchiston (editor), The New Astronomy: Opening The Electromagnetic Window and Expanding our View of Planet Earth, pages 302-303 (Springer, 2005). ISBN 1-4020-3723-6
9. ↑  J. L. Heilbron, The Sun In The Church: Cathedrals As Solar Observatories, page 148 (Harvard University Press, 1999). ISBN 0-674-85433-0